# Повітряні маршали
Повітряний маршал — людина під прикриттям, яка присутня на пасажирських літаках, завданням якої є недопущення захоплення літака терористами. Зазвичай ця людина є співробітником правоохоронних органів (наприклад Федеральна служба повітряних маршалів США, Федеральна поліція Німеччини, Канадська королівська кінна поліція, Міська поліція Лондона тощо), але бувають також повітряні маршали, які є співробітниками авіакомпаній (наприклад авіакомпанія El Al).

## Австралія
Внаслідок теракту 11 вересня 2001 уряд Австралії в грудні 2001 року доручив Австралійській федеральній поліції розпочати програму «Офіцер повітряної безпеки» (англ. Air Security Officer). Ця програма забезпечує присутність озброєного офіцера Австралійської федеральної поліції на місцевих та міжнародних рейсах авіакомпаній, зареєстрованих в Австралії. Офіцерів направляють на літаки як випадковим чином, так і внаслідок отримання інформації за допомогою розвідки.

## Канада
Програма захисту канадських літаків була започаткована 17 вересня 2002 року, коли був підписаний «Меморандум взаєморозуміння» між Канадською королівською кінною поліцією і Міністерством транспорту Канади, яке відповідає за авіаційну безпеку в Канаді, з однієї сторони та Канадською службою безпеки авіаційного транспорту з іншої сторони. В програмі беруть участь спеціально треновані офіцери Кінної поліції під прикриттям, які присутні на деяких внутрішніх та міжнародних рейсах а також на всіх рейсах до Вашингтонського міжнародного аеропорту імені Рональда Рейгана. Офіцери втрутяться як тільки хтось спробує отримати контроль над літаком, але вони не займаються буйними пасажирами. Вони можуть діяти не тільки в повітряному просторі Канади, але і за його межами відповідно до Токійської конвенції. Також за цією конвенцією такі співробітники звільняються від необхідності мати дозвіл на носіння вогнепальної зброї за кордоном.

## Індія
Через декілька місяців після терористичного акту 11 вересня 2001 року індійські авіакомпанії Jet Airways та JetKonnect запровадили повітряних маршалів на деяких своїх рейсах і планували збільшувати їх кількість. Indian Airlines на той момент вже запровадили повітряних маршалів, після викрадення рейсу 814 Indian Airlines в грудні 1999 року. В 2003 році Air India уклала договір зі США, про те щоб дозолити індійським повітряним маршалам, які набиралися з числа офіцерів Національної гвардії безпеки Індії, діяти в американському повітряному просторі.

## Ірландія
В Ірландії відсутня спеціальна служба повітряних маршалів. Певною мірою функції повітряних маршалів виконують спецназ поліції Ірландії та Корпус армійських рейнджерів. Ірландія дозволяє повітряним маршалам США, Великої Британії, Канади, Австралії, Ізраїлю та деяких країн ЄС діяти в своєму повітряному просторі, за умови що уряду Ірландії завчасно буде повідомлено про їх присутність на літаку.

## США
Федеральна авіаційна адміністрація США розпочала програму повітряних маршалів ще в 1968 році, що переросло у Федеральну службу повітряних маршалів в 1985 році. Також з 2005 року Федеральна служба повітряних маршалів почала патрулювати неавіаційні об'єкти, такі як автобусні термінали чи вокзали. В 2013 році в США була випущена перша книга про історію повітряних маршалів, в якій була опублікована нікому раніше невідома інформація про останні 50 років роботи повітряних маршалів.